# Burgstall Rehling
Der Burgstall Rehling (Kugl) liegt direkt über der Kirche des Rehlinger Ortsteiles Unterach auf der Lechleite im Landkreis Aichach-Friedberg in Bayern.
Von der hochmittelalterlichen Höhenburg vom Typus einer Turmhügelburg (Motte) haben sich nur Gräben und Erdwerke erhalten.

## Geschichte
Die erste urkundliche Erwähnung eines Edelfreien mit dem Beinamen von Rehlingen stammt aus dem Jahr 1085. In dieser Urkunde tritt Waltchun von Rohelingin als Zeuge anlässlich der Übergabe des Klosters Habach bei Murnau an die Domkirche zu Augsburg auf. 1099 ist ein Gebhard von Rohelingen nachweisbar. Um 1143 war ein Hermann von Rehling Domkustos in Augsburg, bzw. Bruder im dortigen Kloster St. Ulrich und Afra. Der ursprüngliche Ansitz dieser Familie dürfte sich auf dem Rehlinger Kirchhügel befunden haben.
Gegen Ende des 12. Jahrhunderts schlossen sich die Herren von Rehling der Gefolgschaft der aufstrebenden Wittelsbacher an. Um 1170 erscheint Arnold von Rehlingen als pfalzgräflicher Dienstmann. Zu dieser Zeit unterstellten sich viele ehemals edelfreie Geschlechter mächtigeren Feudalherren. Solche Dienstverhältnisse konnten oft sehr lukrativ sein, andere Familien wurden gewaltsam zur Aufgabe ihrer Unabhängigkeit gezwungen. Die Rehlinger besaßen die Burg allerdings weiterhin als freies Eigentum, hatten also nur einen Dienstvertrag mit den Pfalzgrafen geschlossen.
1300 räumte Grimold von Rehlingen jedoch der Reichsstadt Augsburg das Öffnungsrecht der Burg ein. Den Stadtsoldaten stand die Veste somit jederzeit als Unterkunft offen. Grimold erhielt als Gegenleistung ein Wohnrecht innerhalb der Stadtmauern.
1302 war Berchtold von Rehlingen Ratgeber der Herzogin Mathilde von Bayern, 1309 fungierte er als bischöflicher Burggraf zu Freising.
In dem folgenden Jahrhundert konnten sich die Herren von Rehlingen höchst erfolgreich im Patriziat der Stadt Augsburg etablieren. Durch Finanzgeschäfte und den Montanhandel gelangte das Geschlecht zu großem Reichtum. Die Familie erlosch erst 1999 im Mannesstamm.
1322 veräußerte Hans von Rehling die Herrschaft Rehling an Heinrich von Gumppenberg und dessen zwei Söhne Stephan und Heinrich für 2064 Pfund Münchner Pfennig. Neben dem Freieigentum wurden die zugehörigen herzoglichen Lehen mitverkauft. In der Kaufurkunde werden drei Burgen (Behausungen) erwähnt. Bei den anderen Anlagen dürfte es sich um das später Schloss Scherneck und den Sedlhof neben der Burg Rehling handeln. Nördlich des Schlosses Scherneck entdeckte Helmut Rischert 1999 eine weitere mutmaßliche Burgstelle, vielleicht eine Vorgängerburg „Alt-Scherneck“.
Die Burg Rehling wurde 1388 zusammen mit der Burg Scherneck während des Städtekrieges von 1387 bis 1389 zerstört. Der Burgplatz scheint dennoch bis in die Zeit des Dreißigjährigen Krieges mit Unterbrechungen bewohnt worden zu sein. 1559 berichtet der Augsburger Archivar und Geschichtsschreiber Clemens Jäger von einem „Thurnlin auf dem Berg“ (dem Turmhügel), das „newlich wider erbawen worden, vnnd wohnet des Ebrons Richter dasselben“. Das Gelände wird in dieser Quelle als „Landwehr“ bezeichnet, war also wahrscheinlich durch Palisaden und Dornenhecken gesichert. Noch 1837 werden im Grundsteuerkataster bei der „Kugelödung“ solche Hecken um den Turmhügel erwähnt.

## Beschreibung
Die hochmittelalterliche Motte liegt über dem Ortsteil Unterach auf einem nach Norden vorspringenden Geländesporn. Der etwa sechs Meter hohe Hauptburgkegel sitzt direkt auf der Hangkante. Auf dem ovalen Plateau (ca. 18 × 9 Meter) haben sich Ziegelsteine und Dachziegel der Aufbauten erhalten.
Um den Turmhügel läuft eine ungewöhnlich breiter, planierter Graben (17 bis 30 Meter), der von einem bogenförmigen, hohen und breiten Außenwall begleitet wird. Dem Wall ist zusätzlich ein Außengraben vorgelegt, den am Übergang zur Vorburg ein kleiner Querwall sperrt. Nach Norden läuft der Hügelsporn nach etwa 40 Metern eben aus.
Im Südosten des Wallsystems schloss sich ehemals eine dreiseitige, geräumige Vorburg an, in der der befestigte Sedlhof der Burg lag. Heute sind nur noch wenige Wall- und Grabenreste erhalten. Auf dem Areal steht jetzt das Anwesen Unterach 28, der „Berggartner“.